# Manuel Arredondo y Pelegrín
Manuel Antonio Arredondo y Pelegrín (… – 1821) foi um militar, juiz e administrador colonial espanhol no Peru e no Equador. Em 1801, por um curto período de tempo, ele foi vice-rei interino do Peru.

## Biografia
Arredondo chegou ao Peru em 1779 como um ouvidor (juiz) da Audiência de Lima. Ele testemunhou em primeira mão a insurreição de Túpac Amaru II, que eclodiu em novembro do ano seguinte. Túpac Amaru foi derrotado em janeiro de 1801 e executado em maio.
Em 1786 Arredondo foi nomeado regente da Audiência, e pouco tempo depois capitão-general do vice-reinado. Em 1808 foi-lhe concedido o título de Marqués de San Juan Nepomuceno.
Após a morte do vice-rei Ambrosio O'Higgins ocorrida em Lima em 19 de março de 1801, Arredondo tomou posse como vice-rei interino (em virtude de sua posição como chefe da Audiencia). Ele foi vice-rei interino até 5 de novembro de 1801, quando Gabriel de Avilés chegou e assumiu o governo.
A revolta de Túpac Amaru não foi a única que Arredondo enfrentou durante o tempo que ele era um administrador no Peru.
Uma nova rebelião estourou em Quito, em 10 de agosto de 1809, em resposta à nomeação do irmão de Napoleão, José Bonaparte como rei da Espanha no ano anterior. A junta governativa (a segunda de Quito) foi instalada, mas o vice-rei do Peru, José Fernando de Abascal y Sousa enviou o coronel Arredondo com um corpo de tropas para suprimi-la. Quito, naquela época, não fazia parte do Vice-Reino do Peru, mas era parte do Vice-Reino de Nova Granada. Arredondo reprimiu a insurreição, entrando na cidade de Quito no dia 24 de novembro de 1809. O governo anterior foi restabelecido. Ele se recusou a honrar a promessa anterior de anistia para os rebeldes e começou a lidar com eles repressivamente.
Arredondo foi casado duas vezes, a primeira com Juana Micheo Jiménez y Lobatón, a segunda com Juana Erze, viúva de Juan Fulgencio Apesteguía, Marquês de Torrehermosa, um rico fazendeiro de Ica. A relação com Juana Erze começou antes da morte de seus cônjuges; Apesteguías já era pai de duas filhas, ambas consideradas feias e não muito inteligentes. Apesteguía tinha simpatia com a causa da independência, por esse motivo Arredondo o denunciou ao seu chefe, o vice-rei Abascal, este prendeu Apesteguía e o deportou para a Espanha, onde morreu. Durante o casamento de Arredondo com Juana Erze, suas enteadas morreram, possivelmente por envenenamento, para o qual alguns culparam Arredondo, apesar de não haver evidência. Sua segunda esposa morreu jovem, deprimida pela morte de suas filhas.
Arredondo não deixou descendentes e seu sobrinho, o brigadeiro Manuel Arredondo y Miaño, herdou o título, mas não a propriedade Montalván (que originalmente pertencia ao Marquês de Torrehermosa), esta foi confiscada pelo governo independente logo após a morte de Antonio, em 1821.